# Ruellia strepens
Ruellia strepens är en akantusväxtart som beskrevs av Carl von Linné. Ruellia strepens ingår i släktet Ruellia och familjen akantusväxter. Inga underarter finns listade i Catalogue of Life.